# Friedrich Bluhme

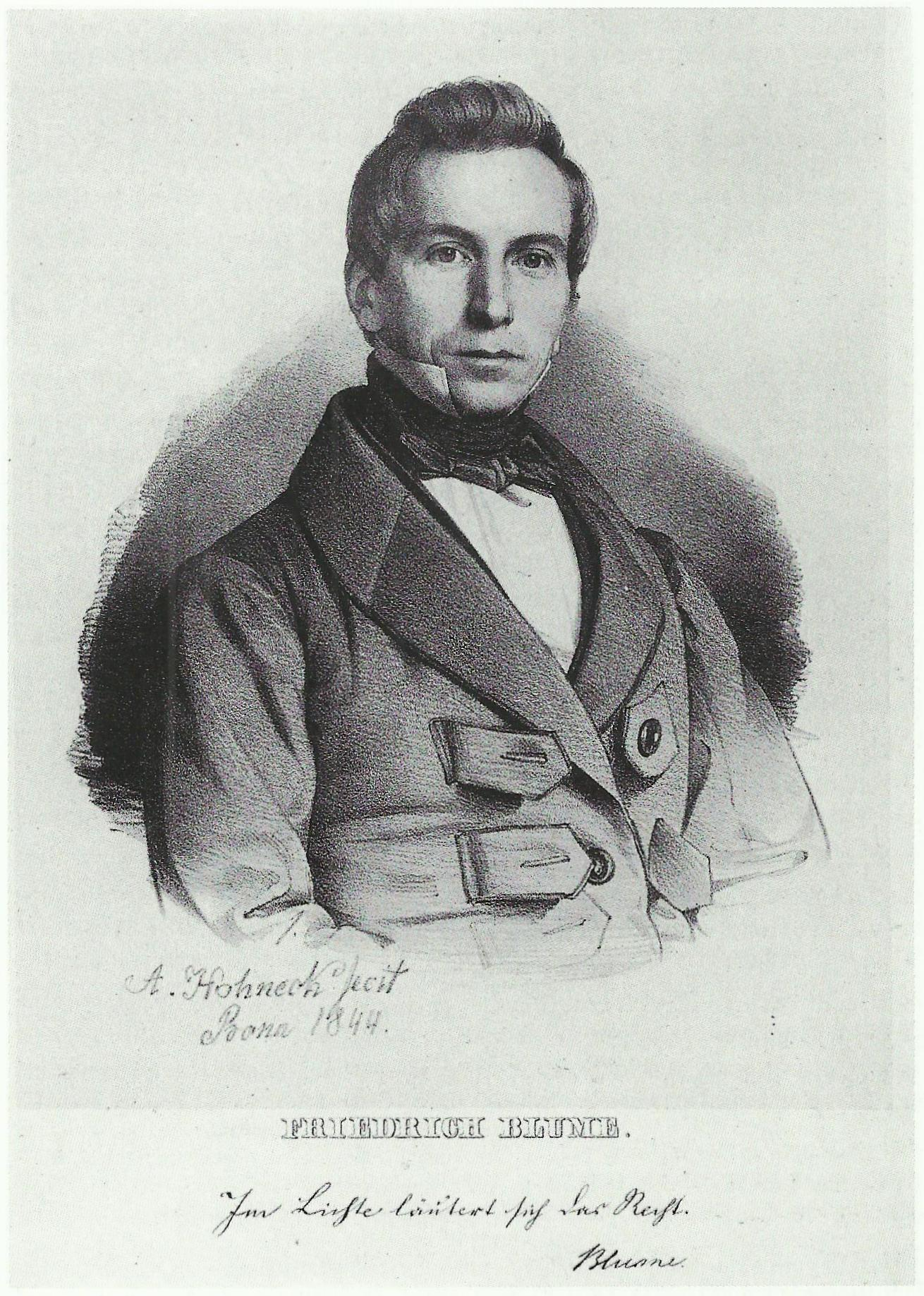
Friedrich Bluhme, Lithographie nach einer Zeichnung von Adolf Hohneck (1844)

Friedrich Bluhme (auch: Blume; * 29. Juni 1797 zu Hamburg; † 5. September 1874 in Bonn) war ein deutscher Jurist, Richter, Rechtshistoriker und Hochschullehrer. Berühmt wurde er durch die Begründung der nach ihm benannten Bluhm'schen Massentheorie.

## Leben
Friedrich Bluhme studierte an der Georg-August-Universität Göttingen, der Friedrich-Wilhelms-Universität Berlin und der Universität Jena, wo er am 3. Januar 1820 promoviert wurde. In Jena wurde er vermutlich Mitglied der Urburschenschaft. 1821 folgte seine Habilitation in Göttingen, auf die eine Forschungsreise nach Italien zur Erforschung des Bestands und der Geschichte italienischer Bibliotheken folgte. 1823/1825 wurde er zunächst außerordentlicher und dann ordentlicher Professor in Halle, 1831 in Göttingen. 1833 wurde er als Oberappellationsgerichtsrat an das Oberappellationsgericht der vier Freien Städte in Lübeck berufen. Sein Nachfolger in Lübeck wurde Carl Wilhelm Pauli. Nach seiner Berufung am 15. September 1842 lehrte Bluhme ab 1843 als ordentlicher Professor der Rechtswissenschaften an der Rheinischen Friedrich-Wilhelms-Universität Bonn, wo er Römisches Recht, Zivil- und Strafprozessrecht sowie Kirchenrecht las. In den Studienjahren 1849/1850 und 1868/1869 war er zudem Rektor der Universität. In Bonn engagierte sich Bluhme auch in der seinerzeit noch jungen evangelischen Gemeinde, übernahm das Amt eines Presbyters und wurde 1846 Mitglied der Generalsynode; zudem gehörte er dem Bonner „Freundeskränzchen“ an. Von 1849 bis 1851 ließ er sich in der Stadt eine Villa am Rheinufer erbauen, die spätere Villa Obernier. Von 1859 bis 1861 war Bluhme Stadtverordneter in Bonn.
Friedrich Bluhme war ein Freund von Friedrich Carl von Savigny und unterhielt mit ihm einen umfangreichen Briefwechsel. Eine weitere Freundschaft verband ihn mit den Brüdern Grimm.

## Werk
Schon in seiner Dissertation „De geminatis et similibus, quae in Digestis inveniuntur, capitibus“ (Jena 1820) zeigte sich die Richtung, die seine späteren wissenschaftlichen Studien nahmen. Noch deutlicher wurde dies in der Abhandlung Die Ordnung der Fragmente in den Pandektentiteln, Ein Beitrag zur Entstehungsgeschichte der Pandekten in der Zeitschrift für geschichtliche Rechtswissenschaft (Band 4,  1818/1820, S. 257–472).
Die während einer Reise nach Italien gemachten Forschungen legte er in dem „Iter italicum“ (4 Bände, Berlin / Halle 1824–1836), in der „Bibliotheca librorum manuscriptorum italica“ (Göttingen 1834) und in zahlreichen Beiträgen für juristische Zeitschriften und Sammelwerke dar. Mit Karl Lachmann, Theodor Mommsen und Adolf August Friedrich Rudorff gab er Die Schriften der römischen Feldmesser (2 Bände, Berlin 1848–1852) heraus.
Den Titel „Iter italicum“ übernahmen Julius von Pflugk-Harttung und Paul Oskar Kristeller für ihre Handschriftenverzeichnisse.

## Schriften (Auswahl)
- Iter Italicvm. 4 Bände. Nicolai, Berlin und Stettin (Bd. 1); Anton, Halle (Bd. 2–4) 1824–1836.
  - Band 1: Archive, Bibliotheken und Inschriften in den sardinischen und oesterreichischen Provinzen. 1824, Digitalisat.
  - Band 2: Archive, Bibliotheken und Inschriften in Parma, Modena, Massa, Lucca, Toscana, dem Kirchenstaat und S. Marino. 1827, Digitalisat.
  - Band 3: Archive, Bibliotheken und Inschriften in der Stadt Rom. 1830, Digitalisat.
  - Band 4: Königreich Neapel, nebst Nachträgen und Registern zu allen vier Bänden und zur Bibliotheca Librorum Mss. Italica. 1836, Digitalisat.
- Grundriss des Kirchenrechts für Juden und Christen: besonders in Deutschland, Anton, Halle 1826.
- Lex dei sive Mosaicarvm et Romanarvm Legvm Collatio. Marcus, Bonn 1833, Digitalisat.
- als Herausgeber: Die westgothische Antiqva oder das Gesezbuch Reccared des Ersten. Bruchstücke eines Pariser Palimpsesten. Anton, Halle 1847, Digitalisat.
- Encyclopaedie der in Deutschland geltenden Rechte. 3 Abteilungen. Marcus, Bonn 1847–1858.
  - Abtheilung 1: Aeussere Encyclopaedie. Uebersicht der in Deutschland geltenden Rechtsquellen. 1847, Digitalisat.
  - Abtheilung 2: Das Privatrecht mit Einschluss des Civilprocesses. 1852, Digitalisat.
  - Abtheilung 3: Das Öffentliche Recht. Lieferung 1–2. 1854–1858, Digitalisat Lieferung 1, Digitalisat Lieferung 2.
- Die Gens Langobardorum und ihre Herkunft. 2 Bände. Marcus, Bonn 1868–1874.
- Codex des rheinischen evangelischen Kirchenrechts. Friderichs, Elberfeld 1870, Digitalisat.